# La Tour Montparnasse infernale
Pour les articles homonymes, voir La Tour infernale et Tour Montparnasse.
 (mars 2022).
Si vous disposez d'ouvrages ou d'articles de référence ou si vous connaissez des sites web de qualité traitant du thème abordé ici, merci de compléter l'article en donnant les références utiles à sa vérifiabilité et en les liant à la section « Notes et références ».
Série
La Tour de contrôle infernale
(2016)
Pour plus de détails, voir Fiche technique et Distribution.
La Tour Montparnasse infernale est une comédie française réalisée par Charles Nemes, tournée en 2000 et sortie en 2001.
Le film suit Eric et Ramzy, qui sont deux laveurs de carreaux simplets de la Tour Montparnasse à Paris. Stéphanie, dont Eric est amoureux, prépare la réunion nocturne de son oncle, le puissant PDG du groupe Lanceval, et ses fils, les actionnaires principaux. Mais le soir venu, un commando prend les Lanceval en otage, dont le chef s'avère être Stéphanie.
Elle marque la première apparition d'Éric et Ramzy au cinéma en tant que personnages principaux, après leurs succès à la télévision et sur scène.
Parodiant notamment les films Piège de cristal, La Tour infernale, Matrix et Le Jeu de la mort, il met en scène Éric et Ramzy en laveurs de carreaux de la tour Montparnasse, confrontés à une prise d'otage. À sa sortie, le film réunit plus de deux millions d'entrées, devenant ainsi le 11e film français le plus vu en salles en 2001.
En 2016, Éric et Ramzy reviennent dans une préquelle, La Tour de contrôle infernale, réalisée par Éric Judor lui-même, qui ne rencontre pas le succès du premier volet, entre-temps devenu un « film culte ».

## Synopsis
Accrochés à leur nacelle à l'extérieur du 52e étage de la tour Montparnasse, deux laveurs de carreaux ont comme d'habitude pris du retard sur leur travail en raison de leurs chamailleries. Éric regarde à travers la vitre la belle Marie-Joëlle (qui s’appelle en réalité Stéphanie), dont il est éperdument amoureux, tandis que Ramzy s'explique sur son entraînement de musculation en « force pure » destiné à lui donner la constitution athlétique dont il rêve depuis toujours, et lui fait une démonstration... qui prend l'eau. À l'intérieur, Stéphanie attend son oncle, le puissant PDG du groupe Lanceval, et ses fils, les actionnaires principaux, pour un conseil d'administration nocturne. Son assistante demande en partant au concierge farceur Jean-Louis de ne pas blaguer devant les Lanceval.
La tour est vide de ses occupants, à l'exception du concierge farceur, lorsque les Lanceval arrivent et commencent le conseil d'administration. Peu après, un commando, sous les ordres de Michel Vignault, investit l'immeuble, tuant le concierge, contrôlant tous les accès et prenant la famille Lanceval en otage dans le but de lui faire ouvrir son coffre-fort pour s'emparer des millions de francs qu'il contient. Michel tire sur Stéphanie pour obliger Lanceval de coopérer. On apprend bientôt que Stéphanie est l'organisatrice du hold-up et qu'elle convoite la fortune de son oncle qu'elle hait et qui la méprise depuis toujours. Une fois la première sécurité ouverte, ils doivent ouvrir la seconde qui ne peut être ouvert que par la main de la femme du PDG, absente du conseil pour raison de santé. L'un des sbires de Vignault est en route avec la main.
Les deux laveurs de carreaux ont entretemps assisté à la scène depuis leur nacelle. Ramzy est d'abord terrorisé et bien décidé à fuir mais Éric, qui n'a rien compris à toute la situation, veut à tout prix sauver Stéphanie, son amour éternel, qu'il croit en danger. Tout d'abord, Eric saute depuis le toit accroché au tuyau d'incendie pour attaquer le commando, mais se retrouve assommé en se cognant la tête contre la vitre. Par amitié et curieux de mettre à l'épreuve ses forces nouvelles, Ramzy va aider Eric. Un des terroristes, Hans, qui est allé inspecter le toit, est assommé accidentellement par Eric au moment où Ramzy a réussi à le remonter, et tous deux lui volent son détonateur de la bombe placée dans le bar du 50e étage (destinée à la famille Lanceval une fois le braquage effectué) qu'ils ont enclenchée accidentellement et le prennent pour un talkie-walkie haut de gamme. Mais ils doivent se cacher sous leur nacelle qui descend jusqu'au 50e étage pour se cacher du reste des terroristes. Eric, voyant la bombe, désactive, puis réactive par inadvertance le détonateur en voulant joindre "Marie-Joëlle" faisant exploser le bar. Stéphanie se rend compte qu'elle a complètement sous-estimé les deux simplets qui commencent à déjouer ses plans.
Cela n'arrange rien car un des sbires chinois de Vignault qui vient d'arriver dans la tour en portant un sac est neutralisé (involontairement) par Eric et Ramzy dans le bar. Eric découvre une main dans son sac et prend cette dernière pour un porte-bonheur chinois sans se douter que les terroristes en ont besoin pour ouvrir le coffre. Fou de rage, Vignault tue son complice en mettant le crime sur le dos des deux laveurs de carreaux. La police arrivant, les terroristes font sauter l'accueil de la tour. Pendant ce temps, Eric et Ramzy tentent en vain de joindre les policiers, et Eric décide d'attaquer seul les terroristes. Mais les deux amis se retrouvent finalement avec Stéphanie partie à leur recherche. Néanmoins, ceux-ci, voyant le chinois Ming arriver, prennent la fuite dans les conduits d'aération. pour se retrouver dans les armures de chevalier dans la pièce où se trouvent Vignault et son sbire Chris. Tandis que Vignault s'absente pour retrouver Stéphanie, Chris est à son tour tué involontairement par les deux "chevaliers".
Ceux-ci comprennent que leur "porte bonheur chinois" doit ouvrir le coffre et décident d'aller rencontrer les terroristes pour négocier l'échange de la main contre "Marie-Joëlle". Mais l'échange ne se déroule pas comme prévu : ils n'arrivent pas à passer la main sous la porte, Stéphanie récupère la main (mais refuse de venir avec eux) et Michel tente de tuer Eric, mais celui-ci parvient à éviter les balles. Les deux hommes s'enfuient et décident de lancer une contre-attaque en sautant depuis le toit. Cette fois-ci Eric parvient avec succès à traverser la fenêtre. Mais les deux hommes sont pris à partie par Ming qui va les affronter dans un combat d'art martial pour venger son frère. Mais il n'arrivera pas à les envoyer à la mort car il se défenestre accidentellement. Pendant ce temps, les braqueurs utilisent la main pour ouvrir le coffre, mais découvrent une dernière sécurité supplémentaire pour l'ouvrir : les yeux de Lanceval. Ce dernier ayant récolté deux yeux au beurre noir au cours du braquage, les braqueurs soignent ses yeux rapidement avant d'ouvrir pour de bon le coffre. Le forfait accompli, les braqueurs montent sur le toit pour embarquer dans l'hélicoptère avec Lanceval et un de ses fils comme otages. Mais avant de monter, Stéphanie tire dans la jambe de son complice Michel.
Eric et Ramzy, étant entre-temps remontés sur le toit, neutralisent les pilotes de l'hélicoptère et prennent leurs places... pour le plus grand malheur de Stéphanie. Michel parvient à l'hélicoptère où il demande la main à Eric. Celui-ci lui donne celle ayant servie au casse, le faisant tomber. Les deux hommes envoient l'hélicoptère se crasher dans la façade de la gare Montparnasse. Bien qu'hébétés, Eric, Ramzy et Stéphanie sont vivants et prennent la fuite avec l'argent. Cette dernière leur fait croire qu'elle a piégé leurs chaussures, les faisant courir à travers tout Paris. Elle part seule avec l'argent qu'elle ne pourra pas utiliser à cause d'une ineptie des deux héros : ils ont rajouté au marqueur un 1 devant chaque "500" sur tous les billets de 500 francs du hold-up, les rendant inutilisables.

## Fiche technique
Sauf indication contraire, les informations mentionnées dans cette section peuvent être confirmées par la base de données cinématographiques IMDb,  présente dans la section « Liens externes ».
- Titre original et québécois : La Tour Montparnasse infernale[2]
- Titre international : Don't Die Too Hard!
- Réalisation : Charles Nemes
- Scénario : Kader Aoun, Ramzy Bedia, Éric Judor et Xavier Matthieu
- Musique : Jean-Claude Vannier
- Direction artistique : Dominique André
- Décors : Dominique André[3]
- Costumes : Julie Mauduech
- Photographie : Étienne Fauduet
- Son : William Flageollet, Jean-Louis Richet, Amaury de Nexon
- Montage : Dominique Galliéni
- Production : Christian Fechner
  - Production exécutive : Christian Fechner
  - Production déléguée : Hervé Truffaut
  - Production associé : Sébastien Fechner
- Sociétés de production[4] : 4 Mecs à Lunettes Production, Studiocanal, France 2 Cinéma, UGC PH, en coproduction avec 4 Mecs en baskets
- Société de distribution : UGC Fox Distribution
- Budget : 9 570 000 €[5]
- Pays de production :  France
- Langue originale : français
- Format[6] : couleur - 35 mm - 2,35:1 (Cinémascope) (Panavision) - son DTS | Dolby Digital
- Genre : comédie
- Durée : 92 minutes
- Date de sortie[2] :
  - France, Belgique, Suisse romande : 28 mars 2001[7],[8]
- Classification[9] :
  - France : tous publics[10]
  - Belgique : tous publics (Alle Leeftijden)[7]
  - Suisse romande : interdit aux moins de 12 ans[11]

## Distribution
- Éric et Ramzy : Éric et Ramzy, les laveurs de carreaux
- Marina Foïs : Stéphanie Lanceval, dite « Marie-Joëlle »
- Serge Riaboukine : Michel Vignault, dit « Machin »
- Bô Gaultier de Kermoal : Ming, dit « Mireille Mathieu » / Chang
- Pierre Semmler : Hans
- Edgar Givry : Greg
- Georges Trillat : Peter
- Bruce L. Johnson : Chris
- Michel Puterflam : Lanceval
- Pierre-François Martin-Laval : Jean-Louis
- Jean-Claude Dauphin : le commissaire
- JoeyStarr : Joël / Youston
- Fred Testot : le policier fumeur
- Omar Sy : le chauffeur de taxi
- Laurence Pollet-Villard : Sylvie, la secrétaire
- Olivier Balazuc : le quatrième fils Lanceval
- Benoît Giros : Jean-Louis
- Thibault Lacroix : le premier fils Lanceval
- Grégory Lemoigne : le troisième fils Lanceval
- Volodia Serre : le deuxième fils Lanceval
- Philippe Schwartz : le cinquième fils Lanceval
- Lionel Roux : l'homme du RAID
- Vincent Haquin : le chef du RAID
- Frédéric Moreau : le séparatiste basque
- Gyuri Nemes : le séparatiste breton
- Etienne Fauduet : le séparatiste corse
- François Goizé et Marc Raffat : les pilotes de l'hélicoptère
- Sylviane Liandier : la main de madame Lanceval

## Production

### Tournage
- Lieux de tournage : Tour Montparnasse avenue du Maine et Gare Montparnasse place Raoul Dautry (15ème arrondissement), Avenue des Champs-Elysées (8ème arrondissement), Champ de Mars (7ème arrondissement), rue de Rennes (6ème arrondissement), Studios Eclair à Épinay-sur-Seine, Mennecy (Essonne) et aéroport de Roissy-Charles-de-Gaulle

## Distinctions

### Récompenses
- Festival d'humour de Montréal 'Juste pour rire' 2001 : Prix du public pour Charles Nemes[12].

## Autour du film

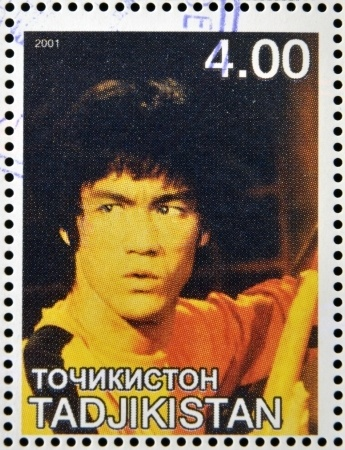
Timbre représentant Bruce Lee dans Le Jeu de la mort, parodié par Bô Gaultier de Kermoal dans le film.

- Le film fait référence, entre autres, à La Tour infernale (The Towering Inferno), Piège de cristal, Dumb and Dumber, Le Jeu de la mort, Matrix, Indiana Jones et la Dernière Croisade et Speed.
- Le film est un succès avec 2 millions d'entrées en France (11e film français sur 2001).
- Le rappeur Joeystarr fait une brève apparition dans le film en tant que policier, et fait la morale à un collègue qui fume en lui disant que « ça fait des petites taches sur les dents ». Ce collègue policier n'est autre que Fred Testot, du duo d'humoristes Omar et Fred sur Canal+. Omar Sy, l'autre membre du duo dont c'est la première apparition au cinéma[13], fait lui aussi une brève apparition en tant que chauffeur de taxi à la fin du film.
- Le titre anglais du film pour sa sortie au Canada était : Don't Die Too Hard! ; clin d'œil au titre original du film Piège de cristal (Die Hard).
- Ce film est la première collaboration d'Éric et Ramzy dans des rôles principaux[14].
- Dans le film, les héros ne sont pas nommés. À un moment donné, Ramzy, en faisant référence à Éric, l'appelle « l'autre ». Par la suite, ils prennent chacun un pseudonyme : Éric devient Peter MacCallaway, l’idole culturiste de Ramzy. Quant à lui, après quelques atermoiements (François, Francis), il finit par se présenter comme Francis Huster[15].
- Il s’agit du dernier rôle au cinéma pour Michel Puterflam.

## Suite
En 2016, Éric et Ramzy reviennent dans une préquelle, La Tour de contrôle infernale, réalisée par Éric Judor lui-même, qui ne rencontre pas le succès du premier volet, entretemps devenu un « film culte ».
Si le premier film est un succès, la préquelle de 2016, La Tour de contrôle infernale, n'engrangera que 350 000 entrées. Son total européen s'élève à 2 294 242 entrées.